# Зоомузикологія
Зоомузикологія — галузь музикознавства і зоології, що вивчає комунікацію тварин та музику, що утворюється тваринами. Ця область часто протиставляється етномузикології або дослідженню музики людини. Зоомузикологія - це окрема галузь від етномузикології, що вивчає музику людини.